# Zähringer (cràter)
Zähringer és un petit cràter d'impacte de la Lluna, situat prop de el sector sud-est de la Mare Tranquillitatis. A nord-est es troba el cràter inundat de lava Lawrence, i a sud-est se situen els Montes Secchi i el cràter Secchi. Més cap a l'est es troba Taruntius.

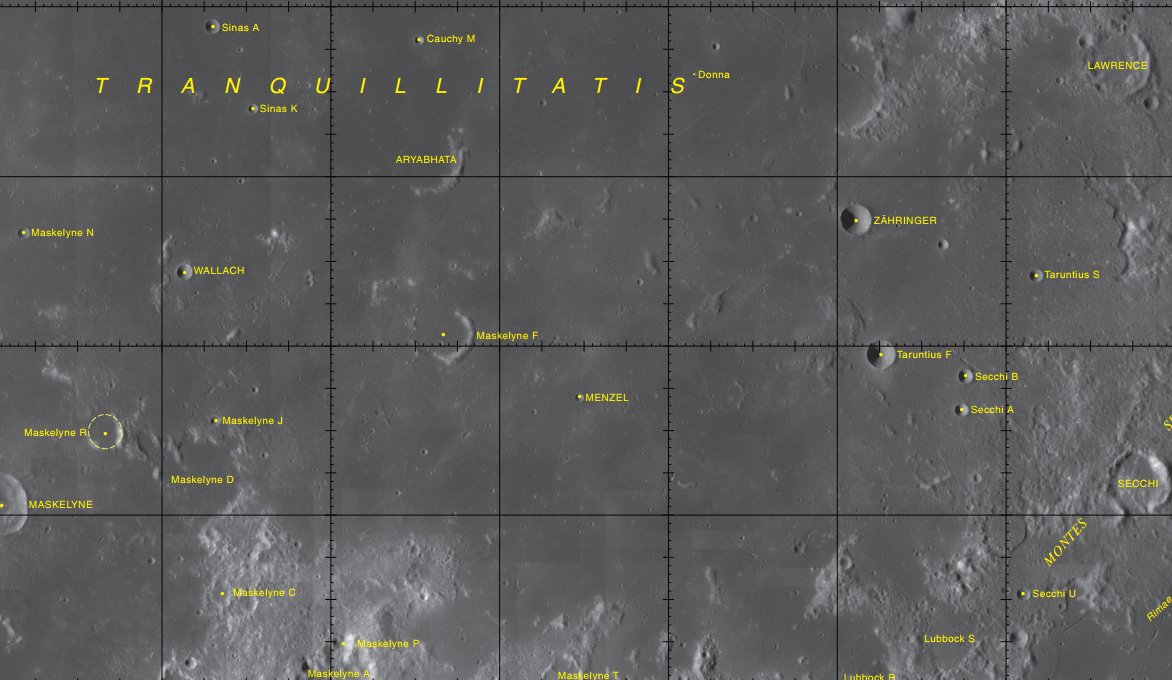
Localització de Zähringer (centre del quadrant superior dret de la imatge)
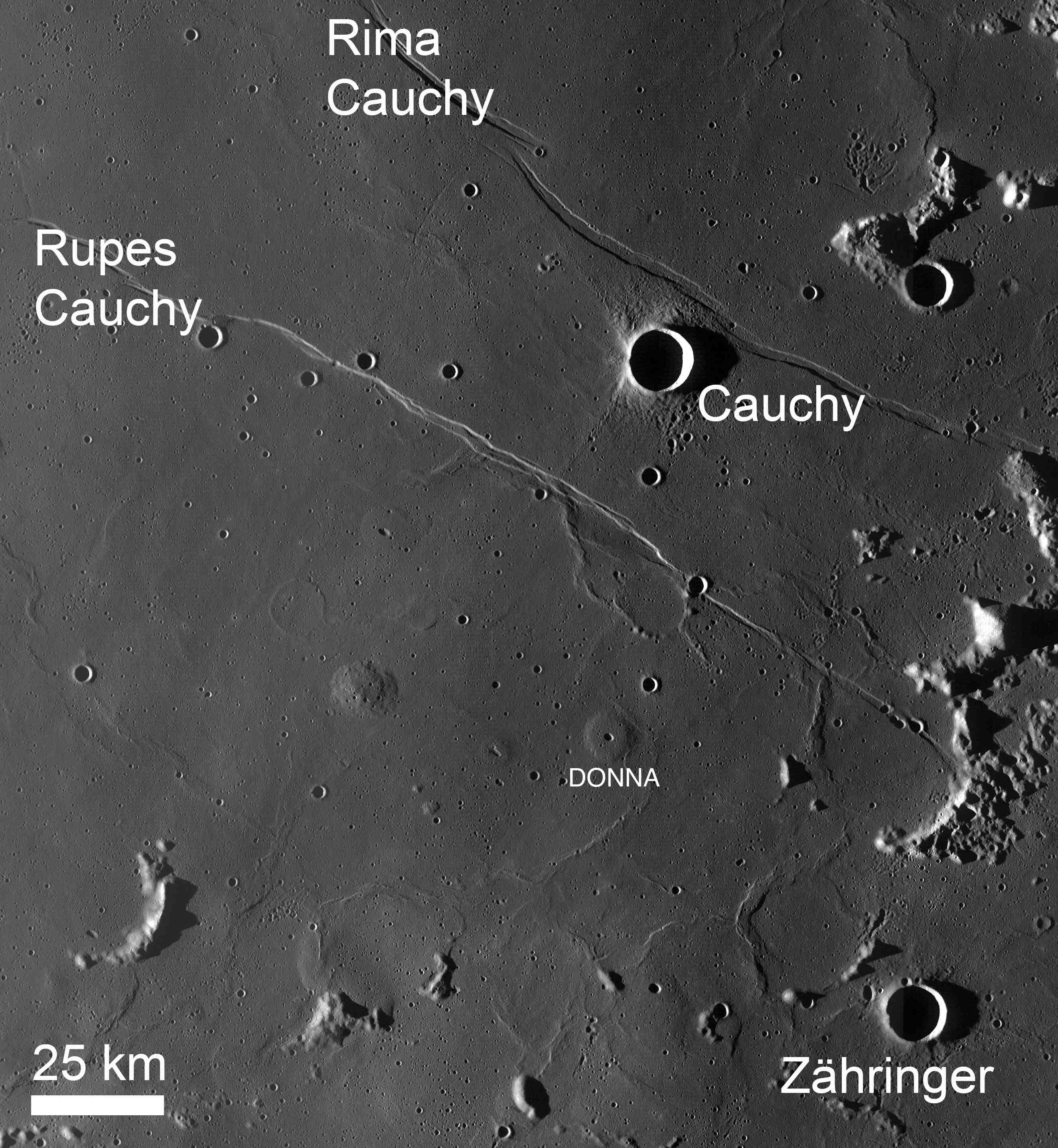
Rodalies de Zähringer (situat a la cantonada inferior dreta de la imatge)
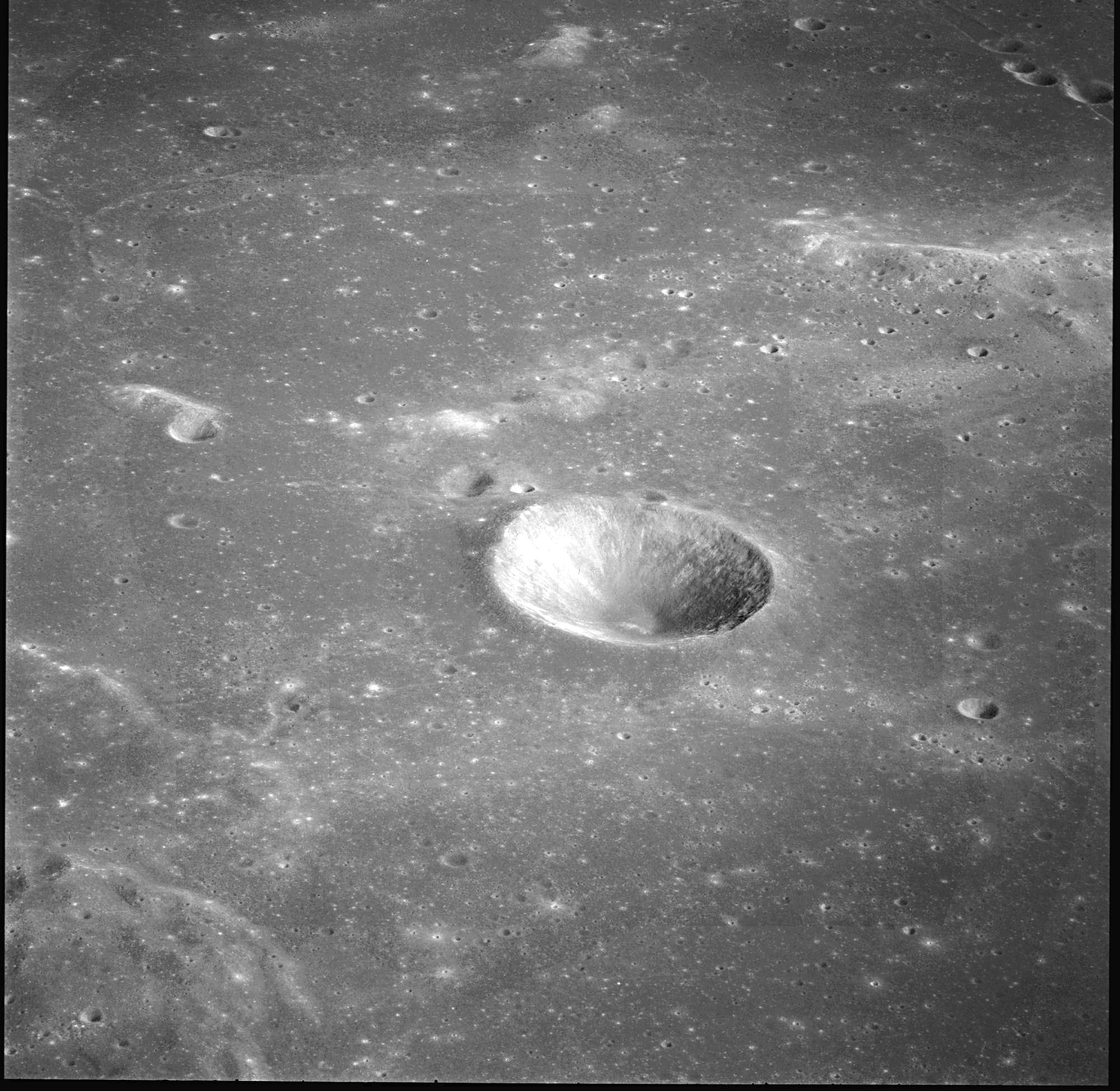
Vista oblíqua des de l'Apollo 10

Zähringer és una formació circular en forma de bol, amb una petita plataforma situada al punt mig de les parets interiors inclinades. No està marcadament desgastat per impactes posteriors.
Aquest cràter va ser identificat anteriorment com Taruntius I, abans que la UAI li assignés el seu nom actual.